# Jakson Follmann
Jakson Ragnar Follmann (Alecrim, 14 de marzo de 1992), conocido también como Follmann, es un futbolista brasileño retirado que jugaba como portero en Chapecoense. En mayo de 2017, trabajaba como comentarista deportivo para Fox Sports Brasil.
Follmann sobrevivió al accidente del Vuelo 2933 de LaMia Airlines, ocurrido cerca del aeropuerto de Rionegro, Antioquia, Colombia. Sin embargo, la extrema gravedad de sus heridas hizo preciso que le amputasen la pierna derecha.

## Trayectoria futbolística
Follmann se inició en el mundo del fútbol en la Academia del Grêmio F.B.P.A., pero fue dado de baja en 2008. Pasó entonces a la Academia del Juventude, en la que ganó el Campeonato Gáucho Sub-20 de 2010, además de competir en la Copa São Paulo de Futebol Júnior y en la Taça Belo Horizonte de Juniores. En 2011 fue ascendido al primer equipo del Juventude, para el que jugó en la Copa de Brasil. Follmann permaneció en el Juventude hasta el año siguiente, cuando fue contratado como portero cuarto por el Grêmio Foot-Ball Porto Alegrense, su equipo de la infancia.
En 2015 se completó la transferencia de Follmann al Linense. Aunque estuvo un año en dicho club, solo jugó un partido para este, contra el Ituano en el Campeonato Paulista de 2015. Al año siguiente, en 2016, abandonó el Linense y fue contratado por el URT, en el que debutó el 31 de enero en un empate 0-0 con el Cruzeiro en el Campeonato Mineiro de 2016. Después fue transferido al Chapecoense, equipo que mantuvo a Follmann en plantilla pese a las secuelas físicas derivadas del accidente de LaMia, según un artículo de prensa de diciembre de 2016. En mayo de 2017, Follmann fue contratado como comentarista de partidos de fútbol por la cadena Fox Sports Brasil.

## Accidente de aviación en Colombia
Follmann se vio implicado en el accidente del vuelo 2933 de LaMia Airlines, que tuvo lugar el 28 de noviembre de 2016. Su equipo, el Chapecoense, había rentado un avión de esta aerolínea boliviano-venezolana para viajar a Colombia, con objeto de disputar la final de la Copa Sudamericana contra el Atlético Nacional. El jugador fue uno de los sobrevivientes trasladados al hospital, donde se le dispensó atención médica de urgencia. Debido al rápido empeoramiento de sus lesiones, los cirujanos se vieron obligados a amputarle la pierna derecha, lo que a su vez puso fin a la carrera futbolística de Follmann.

## Estadísticas
| Club          | Temporada     | Liga          | Liga  | Liga  | Copa Nacional | Copa Nacional | Continental | Continental | Otras | Otras | Total | Total |
| Club          | Temporada     | División      | Part. | Goles | Part.         | Goles         | Part.       | Goles       | Part. | Goles | Part. | Goles |
| ------------- | ------------- | ------------- | ----- | ----- | ------------- | ------------- | ----------- | ----------- | ----- | ----- | ----- | ----- |
| Juventude     | 2011          | Serie D       | 0     | 0     | 0             | 0             | 0           | 0           | 0     | 0     | 0     | 0     |
| Juventude     | 2012          | Serie D       | 10    | 0     | 2             | 0             | 0           | 0           | 5     | 0     | 17    | 0     |
| Juventude     | Total         | Total         | 10    | 0     | 2             | 0             | 0           | 0           | 5     | 0     | 17    | 0     |
| Grêmio        | 2013          | Serie A       | 0     | 0     | 0             | 0             | 0           | 0           | 1     | 0     | 1     | 0     |
| Grêmio        | 2014          | Serie A       | 0     | 0     | 0             | 0             | 0           | 0           | 3     | 0     | 3     | 0     |
| Grêmio        | 2015          | Serie A       | 0     | 0     | 0             | 0             | 0           | 0           | 0     | 0     | 0     | 0     |
| Grêmio        | Total         | Total         | 0     | 0     | 0             | 0             | 0           | 0           | 4     | 0     | 4     | 0     |
| Linense       | 2015          | Liga menor    | 0     | 0     | 0             | 0             | 0           | 0           | 1     | 0     | 1     | 0     |
| Linense       | Total         | Total         | 0     | 0     | 0             | 0             | 0           | 0           | 1     | 0     | 1     | 0     |
| URT           | 2016          | Liga menor    | 0     | 0     | 0             | 0             | 0           | 0           | 12    | 0     | 12    | 0     |
| URT           | Total         | Total         | 0     | 0     | 0             | 0             | 0           | 0           | 12    | 0     | 12    | 0     |
| Total carrera | Total carrera | Total carrera | 10    | 0     | 2             | 0             | 0           | 0           | 22    | 0     | 34    | 0     |

## Palmarés

### Campeonatos internacionales
| Título            | Equipo      | Sede   | Año  |
| ----------------- | ----------- | ------ | ---- |
| Copa Sudamericana | Chapecoense | Brasil | 2016 |